# Isla Wakamatsu
Isla Wakamatsu (en japonés: 若松島) es una de las islas Goto en el país asiático de Japón. La isla es parte de la ciudad de Shinkamigoto en la prefectura de Nagasaki, se localiza entre Nakadorijima (al norte y este) y Narushima al suroeste. Posee una superficie de 30,99 kilómetros cuadrados, con un altura máxima de 306 metros sobre el nivel del mar.